# Пускепалис, Сергей Витауто
Серге́й Ви́тауто Пускепа́лис (15 апреля 1966, Курск — 20 сентября 2022, Ярославская область) — советский и российский актёр и режиссёр театра и кино, политический деятель. Художественный руководитель Ярославского театра драмы имени Ф. Волкова с августа 2019 года до 20 сентября 2022 года. Заслуженный артист РФ (1999). С февраля 2021 года до конца жизни — член Центрального совета партии «Справедливая Россия — Патриоты — За правду».

## Биография

### Ранние годы
Сергей Пускепалис родился 15 апреля 1966 года в Курске. Отец — литовец, мать — болгарка, родом из Молдавской ССР. Болгарским языком не владел, литовский хорошо знал в детстве, потому что отец Витаутас часто на лето отвозил сына в Каунас, где проживала бабушка Данута.
В 1980 году вместе с семьёй переехал в город Саратов.
В 1985 году окончил Саратовское театральное училище (курс Юрия Киселёва). Затем прошёл трёхгодичную срочную службу в Североморске, в Военно-морском флоте СССР.
После увольнения в запас, в 1988 году, в звании старшины первой статьи, вернулся в Саратов.

### Карьера
Более десяти лет проработал актёром в Саратовском театре юного зрителя имени Ю. П. Киселёва (ТЮЗе).
В 2001 году в Москве окончил режиссёрский факультет РАТИ (ГИТИСа) (курс профессора Петра Фоменко).
После выпуска из РАТИ поставил в Москве пьесу «Двадцать семь» Алексея Слаповского — этот спектакль участвовал в одном из фестивалей «Балтийский дом». Затем поставил спектакль «От красной крысы до зелёной звезды» по пьесам Слаповского в омском «Пятом театре». Пускепалис и Слаповский были постоянными соавторами, Пускепалис неоднократно ставил спектакли по пьесам Слаповского.
Работал режиссёром в самарском театре «Понедельник».
С мая 2003 по 2007 год — главный режиссёр Магнитогорского драматического театра имени А. С. Пушкина.
С 2007 года — режиссёр-постановщик Московского театра-студии под руководством Олега Табакова.
С июня 2009 по февраль 2010 года — главный режиссёр Российского государственного академического театра драмы имени Фёдора Волкова (Ярославль).
Для постановок спектаклей приглашался самыми известными драматическими театрами России.
В кино снимался с 2003 года. Первая роль была эпизодической — в художественном фильме режиссёра Алексея Учителя «Прогулка» (2003).
С кинорежиссёром Алексеем Попогребским познакомился, когда приехал на съёмки фильма «Коктебель» (2003), в котором снимался его сын — Глеб Пускепалис (род. 5 июля 1992, Железноводск). Позднее Попогребский пригласил Сергея на главные роли в фильмах «Простые вещи» (2006) и «Как я провёл этим летом» (2010).
В Магнитогорске вёл курс на театральном факультете Магнитогорской государственной консерватории имени М. И. Глинки.
В 2015 году на кинофестивале «Золотой абрикос» в Ереване состоялась премьера фильма «Клинч», который Сергей Пускепалис снял в качестве кинорежиссёра. Это экранизация пьесы Алексея Слаповского, которую Пускепалис ранее ставил в Уфе.
4 декабря 2018 года назначен заместителем художественного руководителя МХАТ имени Горького по творческой работе.
С 2019 по 2022 год — художественный руководитель Российского государственного академического театра драмы имени Фёдора Волкова (Ярославль).

### Политика и общественная позиция
С 2015 года посещал самопровозглашённую ДНР, дружил с её руководителем Александром Захарченко. По утверждению писателя Захара Прилепина, Пускепалис оказывал финансовую помощь ДНР.
В феврале 2020 года на учредительном съезде партии «За правду» был избран заместителем её председателя. В феврале 2021 года стал членом Центрального совета партии «Справедливая Россия — За правду» после объединения этих партий.
Несмотря на неоднократные предложения сниматься в фильмах западного производства, принципиально отказывался вне зависимости от размера гонорара, мотивируя свою позицию неприемлемым, с его точки зрения, изображением русских людей в кинематографе западных стран.
В 2022 году поддержал вторжение России на Украину.

### Личная жизнь
Был женат на Эльвире Данилиной (род. 29 сентября 1965), уроженке Саратова, актрисе, выпускнице Саратовского театрального училища, артистке Саратовского государственного академического театра драмы.
В 1991 году женился на Елене Петровой. В браке родился сын Глеб.
Семья Сергея Пускепалиса проживает в городе Железноводске Ставропольского края.

### Гибель и похороны
20 сентября 2022 года Сергей Пускепалис погиб на 57-м году жизни в ДТП на 201-м километре трассы М-8 в окрестностях Ростова Ярославской области. Микроавтобус, инкассаторский броневик Ford Transit, в котором ехал актёр, передвигаясь по трассе, вылетел на встречную полосу и врезался в грузовой автомобиль. Сергей Пускепалис и его личный водитель Александр Синицын, который управлял микроавтобусом, погибли на месте, водитель грузового автомобиля пострадал. Фургон купил сам актёр, он же и перевозил его в Москву, чтобы передать военным Донбасса.
Церемония прощания состоялась 22 сентября 2022 года в театре драмы имени Волкова в Ярославле.
Похоронен 23 сентября 2022 года на городском кладбище в Железноводске рядом с родителями. 10 ноября 2023 года на могиле актёра установлен памятник.

## Творчество

### Театр
Актёр
Саратовский театр юного зрителя имени Ю. П. Киселёва
- «Женитьба Белугина» А. Н. Островского — Белугин
- «Эти свободные бабочки» Леонарда Герша. Режиссёр: Юрий Киселёв — Дональд Бейкер

Режиссёр
Самарский театр «Понедельник»
- 2000 — «Уезжаю» А. Слаповского
- 2001 — «Козий остров» У. Бетти
- 2002 — «Тихий Ангел» А. Слаповского

Дипломная работа в РАТИ—ГИТИС
- 2001 — «Двадцать семь» А. Слаповского
- 2002 — «Прошлым летом в Чулимске» А. Вампилова

Саратовский театр юного зрителя имени Ю. П. Киселёва
- «Рождество в доме Купьелло» Эдуардо Де Филиппо[31]
- 1999 — «Жизнь прекрасна» по рассказам А. П. Чехова[32]
- 2000 — «Хунема». Сцены-этюды
- 2015 — «Приключения Солнышкина» пьеса А. Слаповского (по мотивам повести В. Т. Коржикова «Весёлое мореплавание Солнышкина»)

Московский театр «Мастерская П. Н. Фоменко»
- «Египетские ночи» по произведениям А. Пушкина и В. Брюсова (ассистент П. Н. Фоменко)

Камчатский театр драмы и комедии (Петропавловск-Камчатский)
- 2002 — «Жизнь прекрасна» по рассказам и водевилям А. Чехова

Национальный молодёжный театр Республики Башкортостан имени Мустая Карима (Уфа)
- 2005 — «Клинч» А. Слаповского

Челябинский государственный академический театр драмы имени Наума Орлова
- 2004 — «ОБЭЖ» Б. Нушича

Омский государственный драматический «Пятый театр»
- 2007 — «От красной крысы до зелёной звезды» А. Слаповского

Магнитогорский драматический театр имени А. С. Пушкина
- 2003 — «Козий остров» У. Бетти
- 2003 — «Такси. Скорость. Две жены…» Р. Куни
- 2004 — «Блин-2» А. Слаповского
- 2006 — «Любовь к ближнему» Леонида Андреева
- 2006 — «Исполнитель желаний» Андрея Курейчика
- 2007 — «Блин 2» А. Слаповского
- 2007 — «Сирена и Виктория» А. Галина
- 2007 — «Женитьба Фигаро» П. О. Бомарше
- 2007 — «Володя» А. Чехова

Московский театр-студия под руководством Олега Табакова
- 2007 — «Женитьба Белугина» А. Н. Островский, Н. Соловьёв
- 2019 — «Русская война Пекторалиса» Н. С. Лесков

Российский театр драмы имени Ф. Волкова (Ярославль)
- 2009 — «С любимыми не расставайтесь» Александра Володина[33]
- 2010 — «Три сестры»
- 2020 — «… Забыть Герострата!», Г. Горин
- 2021 — «Предстоящее событие»
- 2021 — «Весы», Е. Гришковец.

Московский драматический театр «Современник»
- 2009 — «Бог резни» Я. Реза[34]

### Фильмография

#### Актёр
- 2003 — Прогулка — участник аварии
- 2006 — Простые вещи — Сергей Маслов, врач-анестезиолог в питерской больнице
- 2009 — Скоро весна — Павел Николаевич
- 2010 — Аптекарь — Михаил Никифорович Стрельцов, аптекарь
- 2010 — Как я провёл этим летом — Сергей Витальевич Гулыбин, начальник полярной метеостанции
- 2010 — Попытка Веры — Сергей Николаев
- 2010 — Грозное время — Андрей Курбский
- 2011 — Сибирь. Монамур — Владислав Николаевич, подполковник
- 2011 — Мой парень — ангел — Сан Саныч, вулканолог, отец Александры
- 2011 — Защита свидетелей — Андрей Иванович Мешечко, майор, заместитель начальника отдела по оперативной работе
- 2011 — И не было лучше брата — Джалил
- 2012 — Жизнь и судьба — Иван Иванович Греков, капитан-артиллерист
- 2012 — Некуда спешить (новелла «Конец дежурства») — инспектор
- 2012 — Развод — Михаил, полковник РОВД
- 2012 — Написано Сергеем Довлатовым — озвучивание, текст от первого лица
- 2013 — Метро — Андрей Гарин, врач-хирург районной больницы
- 2013 — Крик совы — Иван Александрович Митин, капитан госбезопасности
- 2013 — Умник — камео
- 2013 — Люби меня / Sev beni — Александр
- 2013 — Восьмёрка — командир ОМОНа
- 2013 — Новая жизнь — Игорь Валерьевич
- 2014 — Чёрное море / Black Sea (Великобритания) — Зайцев
- 2014 — Крёстный — Илья Борисович Алёхин, врач, акушер-гинеколог
- 2014 — 9 дней и одно утро — Иван Вениаминович, мэр города
- 2015 — Битва за Севастополь — командир
- 2015 — Счастье — это... — Олег Иванович
- 2016 — Ледокол — Валентин Григорьевич Севченко, новый капитан ледокола «Михаил Громов»
- 2016 — София — Казимир IV, великий князь литовский
- 2016 — Вернуть любой ценой
- 2017 — Доктор Анна — Андрей Александрович Добровольский, генерал
- 2017 — Карп отмороженный — Сергей Анисимов, патологоанатом
- 2017 — Большие деньги (Фальшивомонетчики) — Павел Михайлович Потапов, эксперт-криминалист, капитан полиции
- 2017 — Хождение по мукам — генерал Романовский
- 2017 — Ёлки новые — Виктор Орлов, отец Егора
- 2017 — Оперетта капитана Крутова — Борис Сергеевич Заболоцкий, кинорежиссёр
- 2017 — Частица вселенной — Геннадий Геннадьевич Яшин, российский космонавт, подполковник, командир экипажа МКС
- 2017 — Со дна вершины — травматолог-ортопед
- 2017 — 2019 — А у нас во дворе… — Владимир Сергеевич Калёный, отставной полицейский, бывший следователь по особо важным делам
- 2017 — Гайлер — участковый
- 2018 — Операция «Мухаббат» — Фёдор Николаевич Савельев, генерал-лейтенант, военный аналитик, советник Михаила Горбачёва
- 2018 — Как я стал...
- 2018 — Дядя Саша — актёр
- 2018 — Золотая Орда — Еремей, воевода
- 2018 — Жёлтый глаз тигра — Михаил Гаврилович Звягинцев, полковник КГБ СССР, отец Сергея Звягинцева, муж Анны Николаевны Звягинцевой
- 2018 — Декабристка — Сергей Петрович Ильин, председатель суда
- 2019 — 2022 — Шифр — Константин Иванович Проскурин, майор (в первом сезоне), подполковник (во втором сезоне), следователь МУРа
- 2019 — Холодные берега — Борис Викторович Новинский
- 2019 — Одесский пароход — Миша, брат Тани
- 2019 — Алекс Лютый — Егор Романович Сухарев, полковник, следователь спецотдела МВД СССР по розыску военных преступников (в 1975 году), отец филолога Елены Сухаревой
- 2020 — Временная связь (короткометражный) — Вадим Николаевич
- 2020 — Журавль в небе — Игорь Бархатов, конструктор, любовник Риммы Спасской
- 2020 — На острие — Гаврилов, тренер сборной России по фехтованию на саблях
- 2021 — Русские горки — Лев Штерингас
- 2022 — Бессмертные — Александр Архипов
- 2022 — Мария. Спасти Москву — комиссар НКВД
- 2022 — Сердце Пармы — Полюд
- 2022 — Расправляя крылья — Деев
- 2022 — 1941. Крылья над Берлином — генерал-лейтенант Семён Жаворонков
- 2022 — Идеалист — Глеб Фёдоров
- 2022 — Через прицел — полковник Сергей Васильевич Васильев, начальник школы снайперов
- 2022 — Первый Оскар — Александр Владимирович Громов
- 2022 — Хронос — Вадим Николаевич
- 2022 — Напарники — Иван Титов
- 2022 — Трейдер
- 2022 — Сердце пармы — пермский воевода Полюд
- 2022 — Портной из Бруклина — Майкл Дарк
- 2023 — Доктор — доктор Христофоров

#### Режиссёр
- 2015 — Клинч

#### Озвучивание мультфильмов
- 2006 — Снегурочка — Лель, пастух
- 2007 — Собачья дверца
- 2011 — Сказка про ёлочку
- 2013 — Смелая мама (альманах «Зелёное яблоко») — читает текст

## Признание и награды

Пускепалис Сергей Витауто. Мемориальная доска, Саратов

- 1999 — почётное звание «Заслуженный артист Российской Федерации» — «за заслуги в области искусства[5]»
- 2007 — приз за лучшую мужскую роль на кинофестивале «Кинотавр» за роль в фильме «Простые вещи»[35]
- 2007 — премия «Ника» в номинации «Открытие года» за роль в фильме «Простые вещи»
- 2007 — премия киноведов и кинокритиков «Белый слон» в номинации «Лучшая мужская роль» за роль в фильме «Простые вещи»
- 2007 — премия кинофестиваля «Меридианы Тихого» в номинации «Лучшая мужская роль» за роль в фильме «Простые вещи»
- 2007 — премия кинофестиваля в Карловых Варах в номинации «Лучшая мужская роль» за роль в фильме «Простые вещи»
- 2010 — «Серебряный медведь» за лучшую мужскую роль в фильме «Как я провёл этим летом» (вместе с Григорием Добрыгиным) на Берлинском кинофестивале[36]
- 2013 — приз за лучшую мужскую роль XIX Российского кинофестиваля «Литература и кино» в Гатчине за роль в фильме «И не было лучше брата»[37]
- 2014 — приз Ассоциации продюсеров кино и телевидения в номинации «Лучший актёр телевизионного фильма/сериала» (за роль Ивана Митина в сериале «Крик совы»)
- 2015 — лауреат Премии ФСБ России
- 2015 — приз за лучшую режиссёрскую работу («Клинч») на фестивале «Амурская осень» в Благовещенске[38]
- 2016 — приз за лучший дебют и приз прессы на кинофестивале «Виват кино России!» в Санкт-Петербурге (фильм «Клинч»)[39]
- 2018 — премия «Золотой орёл» в номинации «Лучшая мужская роль на телевидении» за 2017 год за главную роль в телесериале «А у нас во дворе…»[40].
- 2021 — Благодарность Президента Российской Федерации (4 мая 2021 года) — за большой вклад в подготовку и проведение общественно значимых мероприятий[41].
- 2023 — Орден Мужества (26 января 2023 года, посмертно) — за мужество и отвагу, проявленные при исполнении гражданского долга[42].

## Память
- 31 января 2023 года Магнитогорское городское Собрание депутатов приняло решение о наименовании одной из новых улиц Магнитогорска именем Сергея Пускепалиса[43][44][45].
- 15 апреля 2023 года в Саратове на стене дома по адресу: ул. Сакко и Ванцетти, дом № 45, где жил Пускепалис, установлена мемориальная доска. Автором мемориала стал саратовский скульптор Валентин Белозёров[46].